# Laburgade
Laburgade ist eine französische Gemeinde mit 374 Einwohnern (Stand 1. Januar 2022) im Département Lot in der Region Okzitanien. Sie gehört zum Kanton Marches du Sud-Quercy und zum Arrondissement Cahors. 
Sie grenzt im Norden an Aujols, im Osten an Cremps, im Süden an Lalbenque, im Südwesten an Cieurac und im Nordwesten an Flaujac-Poujols.

## Bevölkerungsentwicklung

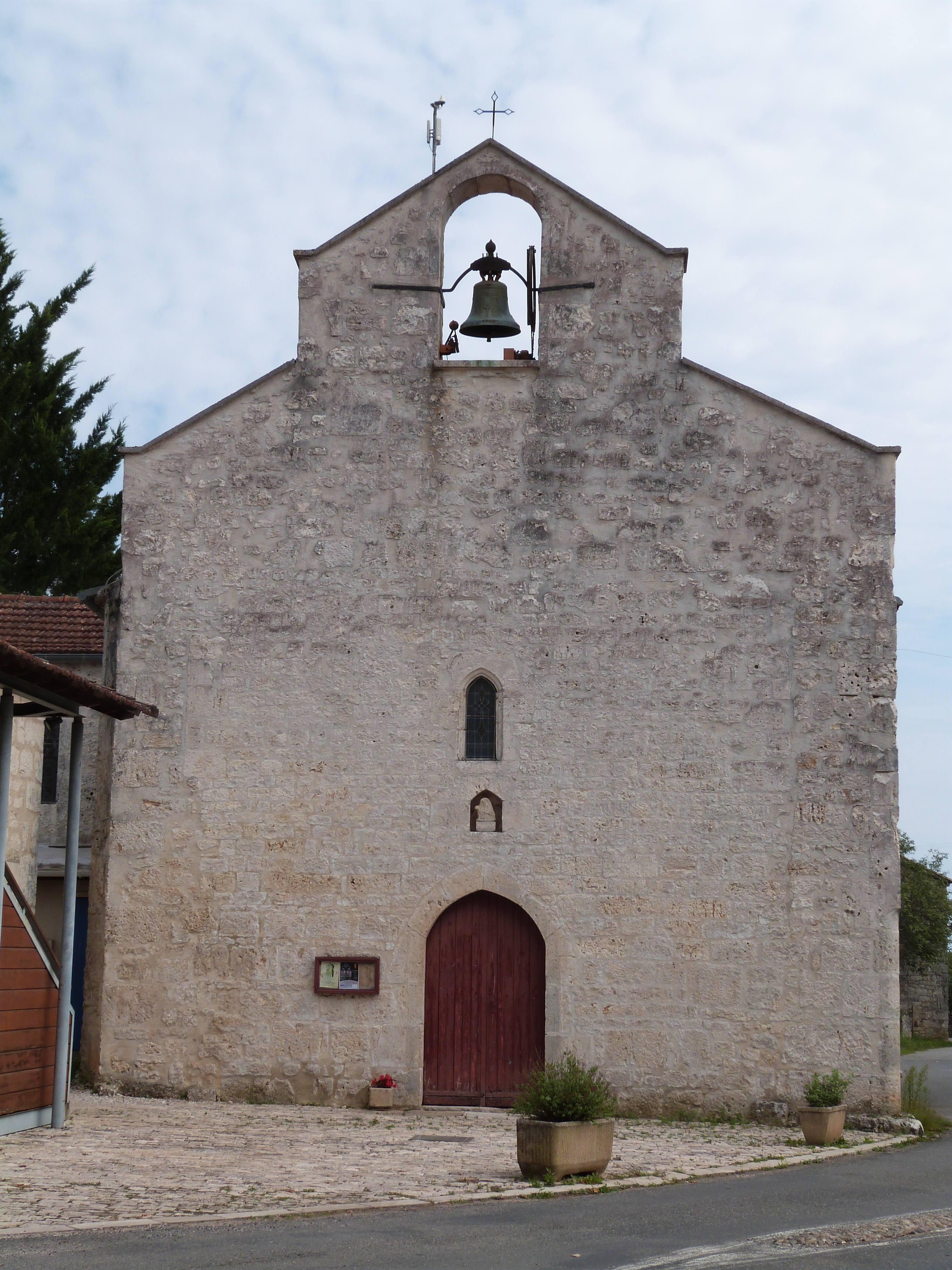
Kirche Saint-Roch

| Jahr      | 1962 | 1968 | 1975 | 1982 | 1990 | 1999 | 2008 | 2018 |
| --------- | ---- | ---- | ---- | ---- | ---- | ---- | ---- | ---- |
| Einwohner | 187  | 174  | 164  | 158  | 197  | 224  | 290  | 354  |